# John Seward
John Seward este un personaj fictiv din romanul gotic de groază Dracula (1897) scris de Bram Stoker. A apărut ulterior în alte cărți, piese de teatru, filme, producții TV.
Seward este administratorul unui azil de nebuni, care nu este departe de prima casă a Contelui Dracula în Anglia, abația Carfax. De-a lungul romanului, Seward ia interviuri ambițioase unuia dintre pacienții săi, R. M. Renfield, pentru a înțelege mai bine natura psihozei care îi consumă viața.